# NGC 6350
NGC 6350 é uma galáxia lenticular (S0) localizada na direcção da constelação de Hercules. Possui uma declinação de +41° 41' 40" e uma ascensão recta de 17 horas, 18 minutos e 42,2 segundos.
A galáxia NGC 6350 foi descoberta em 29 de Junho de 1880 por Édouard Jean-Marie Stephan.